# Primeira Batalha de Cananor
A Primeira Batalha de Cananor foi um confronto naval entre a Terceira Armada Portuguesa sob o comando de João da Nova e as forças navais de Calecute, que tinham sido reunidas pelo Samorim para impedir os portugueses de regressar a Portugal.
A batalha durou mais de dois dias, entre 31 de Dezembro de 1501 e 2 de Janeiro de 1502, e foi o primeiro grande confronto naval português no Oceano Índico. Embora em número muito inferior, as tácticas ousadas de João da Nova, os seus homens melhor treinados e preparados e o armamento superior provaram ser decisivos para os portugueses derrotarem a força de bloqueio a Calecute, escaparem de Cananor e saírem vitoriosos da batalha.
A batalha também é historicamente importante por ser um dos primeiros usos deliberados registados de uma linha de batalha naval e por consistir apenas em troca de fogo com canhões. Estas táticas tornar-se-iam cada vez mais prevalentes à medida que a tecnologia náutica evoluía e se começaram a ver os navios menos como carregadores de homens armados e mais como uma artilharia flutuante. Por isso, esta batalha foi considerada a primeira batalha naval "moderna" (pelo menos para um dos lados). Depois, João da Nova regressou a Portugal.